# Wettergottstele von Gölpınar

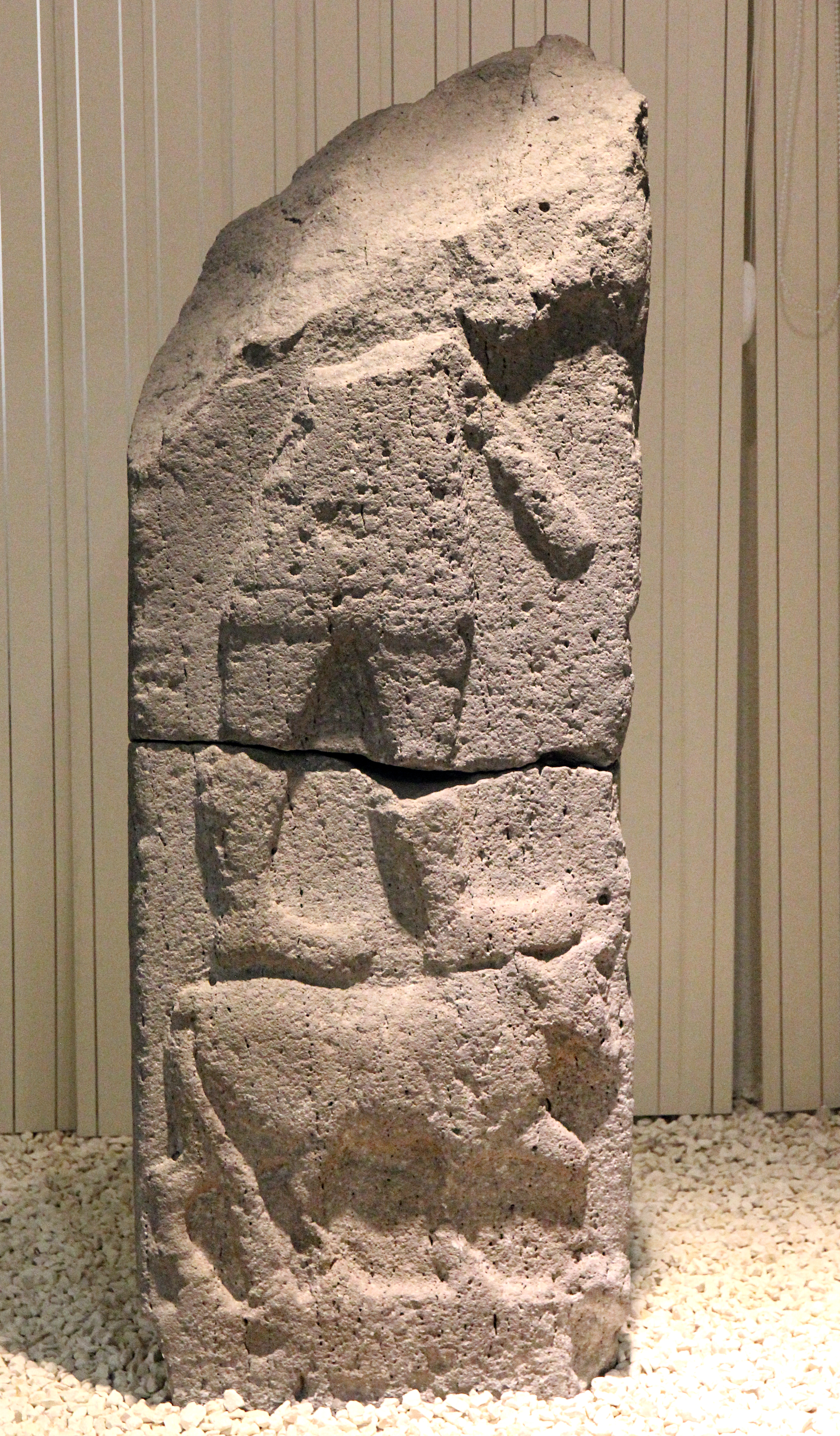
Stele von Gölpınar

Die Wettergottstele von Gölpınar ist ein späthethitisches Monument aus der Umgebung von Şanlıurfa in der Südosttürkei. Sie ist im Archäologischen Museum Şanlıurfa ausgestellt.

## Fundort
Die Stele wurde auf einem Feld mit dem Namen Garipoğlan im Norden des Dorfes Gölpınar gefunden, das zum İlçe Karaköprü der Provinz Şanlıurfa, einem Stadtbezirk der Provinzstadt, gehört. Der Fundort liegt etwa 14 Kilometer nördlich des Stadtzentrums. Im gleichen Ort wurde auch eine stilistisch ähnliche Stele des Schutzgottes gefunden.

## Beschreibung
Die Basaltstele hat die Form eines halbierten Zylinders. Die erhaltenen Maße sind 1,16 Meter in der Höhe, 0,42 Meter in der Breite und 0,30 Meter in der Stärke. Die halbrunde Rückseite ist grob geglättet und ansonsten unbearbeitet. Oben fehlt ein unbestimmbarer Teil, etwa auf halber Höhe geht ein Bruch durch den Steinblock. Die Vorderseite zeigt im Relief eine männliche Person, die auf einem Stier steht, die bekannte Darstellung des Wettergottes. Er ist nach rechts gewandt, der Körper oberhalb der Brust fehlt, lediglich der vorgestreckte linke Arm ist noch zu sehen. Er trägt einen glatten, oberhalb der Knie endenden und unten gesäumten Rock sowie an den Füßen Schnabelschuhe mit nach oben gebogenen Spitzen. An der oberen Bruchstelle kann ein Gürtel vermutet werden, darin steckt ein Schwert, dessen Spitze ungewöhnlicherweise nach vorn zeigt.
Im Gegensatz zu der recht flachen und einfachen Darstellung des Gottes ist der Stier naturalistischer und in höherem Relief herausgearbeitet. Er steht auf einem Sockel und bewegt sich ebenfalls nach rechts. Dabei ist das gebeugte, nach vorn gestreckte linke Vorderbein ebenso wie das linke Hinterbein mit anatomischen Einzelheiten gut zu erkennen. Am Kopf sind durch die Verwitterung nicht mehr viele Details sichtbar, die Wamme ist gut erkennbar. Sowohl an den Beinen als auch in der vorderen Körperpartie sind Muskeln angedeutet. Der lange und breit gefächerte Schwanz fällt zwischen den Hinterbeinen herab.
Das Motiv des auf einem Stier stehenden Wettergottes ist schon aus dem 2. Jahrtausend v. Chr. von Abbildungen des hethitischen Gottes Tarḫunna bekannt. Es setzt sich in Anatolien und Nordsyrien bis ins 1. Jahrtausend v. Chr. mit dem luwischen Wettergott Tarḫunt fort und überlebte auch in römischer Zeit mit dem Soldatengott Iupiter Dolichenus. Beispiele derartiger Darstellungen aus dem 1. Jahrtausend sind unter anderem aus  Djekke/Cekke und Til Barsip in Nordsyrien (Wettergott von Aleppo) sowie aus Adıyaman in Zentralanatolien (Stele Adıyaman 1) bekannt. Die dortigen Reliefs zeigen im Aufbau Ähnlichkeiten mit Gölpınar, der Stil weist jedoch auf eine lokale Tradition hin. Aufgrund von ikonographischen und stilistischen Details datiert der türkische Archäologe Fikri Kulakoğlu die Stele an den Beginn des 9. Jahrhunderts v. Chr.